# Hispano-Américains (États-Unis)
Les Hispano-Américains (en anglais : Spanish American) sont les Américains ayant partiellement ou en totalité des origines espagnoles.
Le nombre de personnes possédant en partie ou en totalité des origines espagnoles est estimé à un peu plus de 4 millions d'individus, mais si on compte les Américains blancs venant des pays d'Amérique hispanique, les « Blancs hispaniques », ils sont environ 25 millions.
Les « Blancs hispaniques » sont le plus souvent au niveau statistique regroupés avec les Hispaniques et Latino-Américains bien que ces derniers n'aient pas toujours une ascendance européenne.